# Gustav von Mühlbauer

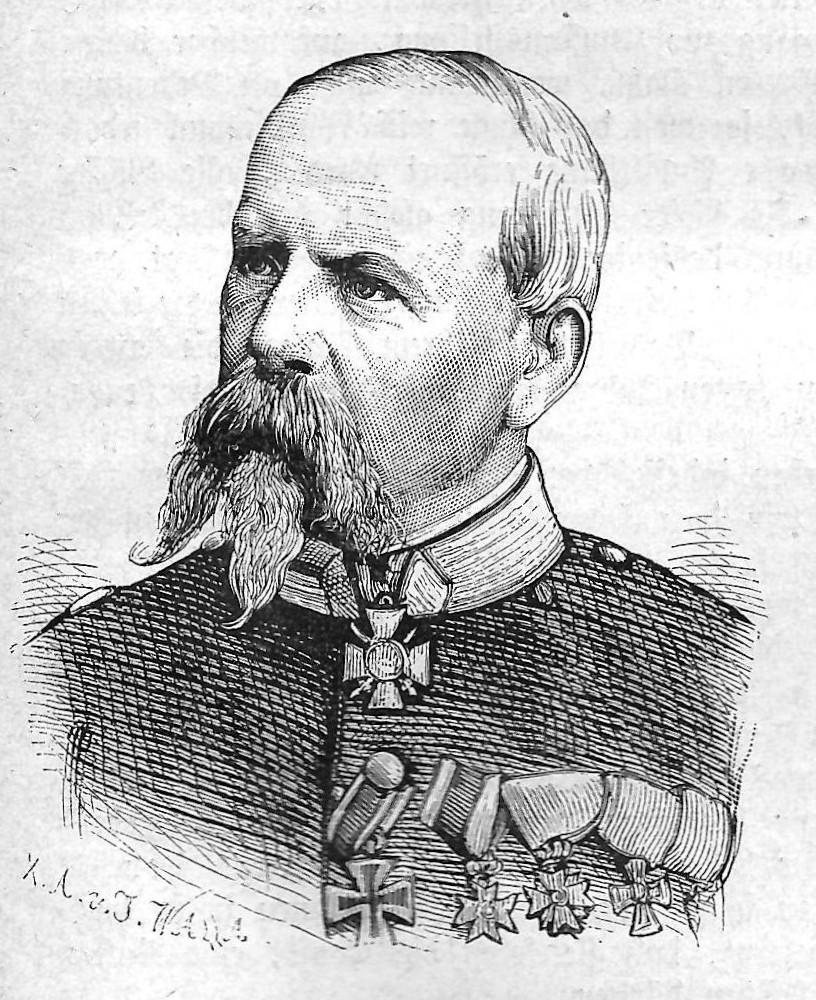
Gustav von Mühlbauer, um 1871

Gustav Mühlbauer, seit 1870 Ritter von Mühlbauer, auch Mühlbaur, (* 5. August 1816 in München; † 29. März 1889 ebenda) war ein königlich bayerischer Generalmajor und Ritter des Militär-Max-Joseph-Ordens. 

## Leben
Gustav Franz Xaver Ritter von Mühlbauer war der Sohn des königlich bayerischen Oberauditeurs Franz Xaver Mühlbauer und dessen Frau Johanna, eine geborene von Rothhamer. Er trat 1827 als Zögling in das bayerische Kadettenkorps ein und wurde am 31. Juli 1834 zum Junker im 1. Linien-Infanterieregiment ernannt.
Am 20. März 1835 erhielt er sein Offizierspatent als Unterleutnant im 7. Linien-Infanterieregiment und wurde am 20. Dezember 1837 als solcher zum 1. Linien-Infanterieregiment zurückversetzt. 1842 zum Inspektionsoffizier am Kadettenkorps ernannt, wurde Mühlbauer 1844 Adjutant dieser Anstalt und 1848 auch als Lehrer dort angestellt. Bereits am 19. April 1845 wurde er zum 11. Infanterieregiment versetzt und am 29. Mai 1846 zum Oberleutnant befördert sowie am 9. Oktober 1849 zum Hauptmann 2. Klasse. Mit der Beförderung beendete er auch seine Tätigkeit am Kadettenkorps. Am 25. Juni 1854 erfolgte seine Beförderung zum Hauptmann 1. Klasse im 11. Infanterieregiment.
Als Major, seit dem 9. Mai 1859, wurde Mühlbauer zum 10. Infanterieregiment versetzt und dort am 5. Juli 1866 zum Oberstleutnant befördert. Als solcher nahm er am Feldzug gegen Preußen während des Deutschen Krieges teil und kämpfte unter anderem in der Schlacht bei Kissingen am 10. Juli 1866. Am 12. Mai 1869 zum Oberst im 5. Infanterieregiment befördert, nahm er mit dieser Einheit 1870 bis 1871 am Deutsch-Französischen Krieg teil. Für seine Verdienste während der Schlachten bei Weißenburg und Wörth am 4. und 6. August 1870, wurde Mühlbauer im Armeebefehl vom 30. August 1870 mit dem Ritterkreuz 1. Klasse des Militär-Verdienstordens und dem Eisernen Kreuz 2. Klasse ausgezeichnet. Ein am 2. Dezember 1870 zu Chatenay bei Paris unter dem Vorsitz von General Jakob von Hartmann abgehaltenes Ordenskapitel des Militär-Max-Joseph-Ordens sprach sich einstimmig für die Aufnahme Mühlbauers in den Orden aus. Mit Armeebefehl vom 22. Dezember 1870 wurde er, wegen seiner tapferen Verteidigung und Behauptung der wichtigen Ortschaft Chatillon vor Paris während des Gefechtes bei Bagneux am 13. Oktober 1870, als Ritter in den Militär-Max-Joseph-Orden aufgenommen. Damit verbunden war eine Erhebung in den persönlichen Adelsstand im Königreich Bayern. Für seine Leistungen während des Feldzuges erhielt er außerdem am 29. März 1871 das Komturkreuz II. Klasse des hessischen Verdienstordens Philipps des Großmütigen und am 30. Juni 1871 das Komturkreuz II. Klasse des hessischen Ludwigsordens sowie am 31. Juli 1871 das Eiserne Kreuz 1. Klasse. 
Nach dem Krieg wurde Mühlbauer am 16. Februar 1872 zum Kommandanten der 8. Infanterie-Brigade ernannt und am 24. April 1873 zum Generalmajor und Kommandeur der 6. Infanterie-Brigade ernannt. Er trat am 26. November 1875, auf eigenes Nachsuchen, mit Pension in den Ruhestand. Gustav von Mühlbauer starb am 29. März 1889 im Alter von 72 Jahren in seiner Geburtsstadt München. Nach ihm wurde 1902 eine Straße, die Mühlbaurstraße, im Münchener Stadtbezirk Bogenhausen benannt.